# 上原公子
上原 公子（うえはら ひろこ、1949年（昭和24年）5月3日 - ）は、日本の政治家。元東京都国立市長（2期）、元国立市議会議員、元東京・生活者ネットワーク代表。東京都初の女性首長である。

## 来歴
宮崎県宮崎市生まれ。宮崎県立宮崎大宮高等学校、法政大学文学部史学科卒業。同大学院人文科学研究科中退。東京・生活者ネットワーク代表を務めた。1991年、国立市議会議員選挙に立候補し初当選。
1999年、国立市長選挙に立候補し、現職の佐伯有行を破り初当選。東京都初の女性首長となった。2期8年間国立市長を務め、2007年の国立市長選には出馬せず、退任した。市長選では、上原市政の継承を訴える関口博が当選した。
同年7月の第21回参議院議員通常選挙に社会民主党公認で比例区から出馬したが、落選した。

## 活動
- 2000年、国立市平和都市宣言を国立市議会に提案し、全会一致で可決された。
- 2004年5月21日に明治公園で開かれた「有事法制反対集会」で、国民保護法は地方自治体に国民保護協議会の設置を義務づけており、協議会には自衛隊関係者も入ってくることから、「自衛隊の民衆化・民衆の自衛隊化」が始まると発言している[3]。
- 2005年3月、「マガジン9条」発起人を務めた[4]。
- 2006年9月、加藤紘一宅放火事件に対し、「民主主義にとってテロは敵だ。言論封じのあらゆるテロを許さない」と非難する共同宣言を石坂啓らと共に発表した[5]。
- 2007年12月、社会民主党の党大会において労組依存体質から脱却し、市民運動やNPOの連合体を目指す党改革案を提出し、話題となった。
- 2009年10月、フリーター全般労働組合などが主催した「リアリティツアー 62億ってどんなんだよ。麻生首相のお宅拝見」で、無許可デモ及び公務執行妨害の容疑で3人が逮捕されると、これを不法逮捕とする糾弾運動に石坂啓らと参加した。
- 2012年4月、「脱原発をめざす首長会議」の設立呼びかけ人となり、事務局長を務める[6]。
- 2016年7月、2016年東京都知事選挙において「鳥越俊太郎を応援する市民センター」を設立。代表世話人を務めた[7]。

### マンション訴訟
- 2008年国立市でのマンション反対運動の中で明和地所に対して機密漏洩、営業妨害など違法行為を行ったとして訴訟を起こされ、2500万円の損害賠償が確定し、国立市が利子も含め3120万円を明和地所に支払った。なお、この裁判の中で市議会が最高裁判所への上告を否決したにも拘らず、上原の後押しで補助参加人が上告したことで、国立市議会特別委員会「明和マンション裁判調査特別委員会」に参考人として招致されたが、途中で所用により退席、再度の招致には応じなかった。
- 明和地所は二ヶ月足らず後に、自らの正当性が認められたことで目的は達したとして、支払われた同額を国立市に寄付。
- この損害賠償の費用を国立市長は、違法行為を行った上原公子に請求するよう住民訴訟が起され、（2010年12月22日）東京地方裁判所で住民側の訴えが認められた。これに対して国立市長関口博（当時）は控訴したが、2011年5月30日国立市長佐藤一夫が控訴を取り下げ判決が確定した。判決確定後、60日間支払いが行われなかったため、2011年12月21日に国立市は上原公子に対して損害賠償を求め東京地裁に提訴した[8]。この裁判の一審は上原が勝訴し、二審の控訴審が2015年9月10日、結審。同日の報告集会で支持者からは「市民自治を潰すスラップ（嫌がらせ訴訟）を許さない」といった批判の声が出された。同年12月22日、東京高裁は市の請求を認めなかった一審東京地裁判決を取り消し、上原に全額の支払いを命じた[9]。上原は最高裁に上告するも、棄却され判決が確定した[10]。2017年11月21日、約5000人の支援による第三者弁済により全額を完済している[11]。